# Fadane Hamadi
Fadane Hamadi (arabisch فردان•حمادي; * 21. Juli 1992) ist ein komorischer Hürdenläufer, der sich auf die 110-Meter-Distanz spezialisiert hat. Er nahm an den Olympischen Sommerspielen 2020 in Tokio teil, kam aber nicht über die Vorrunde hinaus. Er war auch der Flaggenträger für die Komoren.